# Hands of Glory
Hands of Glory è il settimo album discografico in studio da solista del cantautore statunitense Andrew Bird, pubblicato nel 2012.

## Tracce
Testo e musica di Andrew Bird, tranne dove indicato
1. Three White Horses – 3:13
2. When That Helicopter Comes – 2:53 (Brett & Rennie Sparks)
3. Spirograph – 4:06 (Alpha Consumer, Andrew Bird)
4. Railroad Bill – 3:26 (Traditional)
5. Something Biblical – 4:34
6. If I Needed You – 3:09 (Townes Van Zandt)
7. Orpheo – 4:29
8. Beyond the Valley of the Three White Horses – 9:14

## Formazione
- Andrew Bird - violino, chitarra, voce, fischio
- Martin Dosh – batteria
- Alan Hampton - basso, cori
- Jeremy Ylvislaker - chitarra, cori